# Obywatel Welles
Obywatel Welles (tytuł oryg. RKO 281) – amerykańsko-brytyjski film biograficzny z 1999 roku częściowo oparty na filmie dokumentalnym Bitwa o Obywatela Kane’a Richarda Bena Cramera i Thomasa Lennona.

## Fabuła
Do Kalifornii przybywa Orson Welles – młody, zdolny reżyser i aktor. Zyskał rozgłos dzięki słuchowisku radiowemu Wojna światów. Ma opinię geniusza, więc jego pierwszy film musi być genialny. Jednak brakuje mu tematu na film. Po przyjęciu w Zamku Hearsta, posiadłości magnata prasowego Williama R. Hearsta, Welles decyduje się nakręcić film o nim. Namawia do pomocy przy scenariuszu Hermana Mankiewicza, który stacza się w alkoholizm. Mimo konfliktów między nimi, powstaje błyskotliwy scenariusz, RKO zgadza się sfinansować projekt. Film ma nosić tytuł Obywatel Kane. Kiedy Hearst dowiaduje się o filmie, porusza niebo i ziemię, by nie dopuścić do realizacji filmu…

## Obsada
- Liev Schreiber – Orson Welles
- James Cromwell – William Randolph Hearst
- Melanie Griffith – Marion Davies
- John Malkovich – Herman J. Mankiewicz
- Brenda Blethyn – Louella Parsons
- Roy Scheider – George Schaefer, szef RKO
- Liam Cunningham – Gregg Toland, operator
- Fiona Shaw – Hedda Hopper
- Anastasia Hille – Carole Lombard
- Roger Allam – Walt Disney
- Simeon Andrews – John Houseman
- William Armstrong – Pan Lewis
- Jay Benedict – Darryl F. Zanuck
- Ron Berglas – David O. Selznick

## Nagrody i nominacje
Złote Globy 1999
- Najlepszy film lub miniserial telewizyjny
- Najlepszy aktor w filmie lub miniserialu tv – Liev Schreiber (nominacja)
- Najlepsza aktorka drugoplanowa w serialu, miniserialu lub filmie tv – Melanie Griffith (nominacja)

Nagroda Emmy 2000
- Najlepszy dobór obsady w miniserialu lub filmie tv – Lora Kennedy, Joyce Nettles
- Najlepsza muzyka w miniserialu lub filmie tv – John Altman
- Najlepszy dźwięk w miniserialu lub filmie tv – Clive Derbyshire, Mark Taylor, Mike Dowson
- Najlepszy film tv – Ridley Scott, Tony Scott, Diane Minter Lewis, Chris Zarpas, Su Armstrong (nominacja)
- Najlepsza reżyseria miniserialu lub filmu tv – Benjamin Ross (nominacja)
- Najlepszy scenariusz miniserialu lub filmu tv – John Logan (nominacja)
- Najlepsza scenografia w miniserialu lub filmie tv – Maria Djurkovic, Lucinda Thomson, Tatiana Lund (nominacja)
- Najlepsze fryzury w miniserialu lub filmie tv – Roseann Samuel, Elaine Browne, Karen Turner, Aileen Seaton, Lesley Noble (nominacja)
- Najlepszy montaż miniserialu lub filmu tv kręconego jedna kamerą – Alex Mackie (nominacja)
- Najlepszy aktor w miniserialu lub filmie – Liev Schreiber (nominacja)
- Najlepszy aktor drugoplanowy w miniserialu lub filmie tv – James Cromwell (nominacja)
- Najlepszy aktor drugoplanowy w miniserialu lub filmie tv – John Malkovich (nominacja)
- Najlepsza aktorka drugoplanowa w miniserialu lub filmie tv – Melanie Griffith (nominacja)

Nagroda Satelita 2000
- Najlepszy film telewizyjny (nominacja)